# Estação Alto Alegre
A Estação Alto Alegre é uma estação de metrô localizada na Rodovia 4º Anel Viário abaixo do viaduto sobre a via férrea, bairro Alto Alegre II, no município de Maracanaú, Ceará, Brasil. Faz parte da Linha Sul do Metrô de Fortaleza, administrado pela Companhia Cearense de Transportes Metropolitanos (Metrofor).
A estação foi originalmente incorporada ao traçado para atender ao Distrito industrial de Maracanaú. Devido a sua localização, em uma região de poucas habitações e pontos de interesse, essa estação configura-se como uma das de menor fluxo de passageiros da Linha Sul do metrô.

## Histórico
A estação foi construída em meados da década de 1980 como parte do projeto do Consórcio do Trem Metropolitano de Fortaleza, o metrofor, que visava a construção de uma rede de trens metropolitanos na região da Grande Fortaleza, por meio da reformulação de trechos das antigas linhas ferroviárias sul e norte. Sua construção, diferentemente de algumas outras estações da linha sul que já possuíam estruturadas datadas dos antigas linhas ferroviárias preexistentes, se deu completamente do zero, já atendendo os padrões do projeto do novo sistema.
A estação Alto Alegre permaneceu funcionando como ponto de embarque e desembarque dos trens urbanos de Fortaleza até 11 de janeiro de 2010, quando o trecho Vila das Flores - Parangaba foi desativado para as obras do metrô, seguindo o trecho Parangaba - João Felipe desativado em maio de 2009.
Sua reabertura ao público ocorreu em 15 de junho de 2012, com a inauguração pelas autoridade da primeira fase da linha sul entre as estações Carlito Benevides e Parangaba, em operação assistida. A estrutura da estação passou por uma reformulação, adaptando-a as necessidades do novo modal, e realizando sua padronização as demais estações da linha.
Em 1º de outubro de 2014, se deu início a fase comercial da linha sul, com cobranças de passagens. No primeiro momento foram utilizados bilhetes de papel, que eram inseridos em urnas, até a instalação definitiva dos bloqueios eletrônicos e da incorporação dos três modelos de cartões eletrônicos adotados atualmente: múltiplo, unitário e estudante.
Hoje, a estação opera seguindo o horário da linha sul, de segunda à sábado, de 5h30 até 23h.

## Características

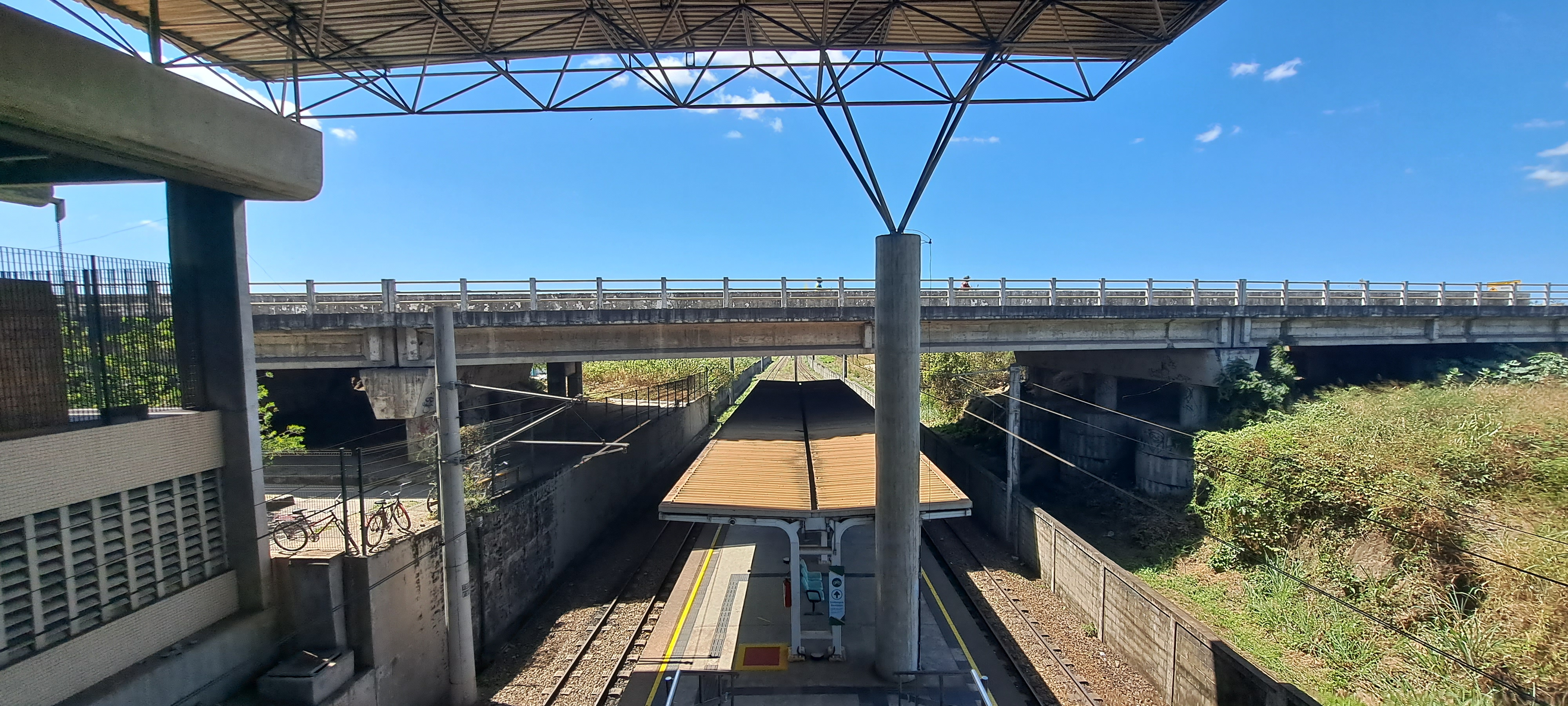
Vista do Anel Viário de Fortaleza a partir da escada de acesso a plataforma da estação.

Estação de superfície de estrutura em concreto aparente, com plataforma central protegida por cobertura metálica branca, com plataforma e leito ferroviário rebaixados, ficando sob a rodovia do Anel Viário de Fortaleza.
O acesso é feito por piso localizado no mesmo nível da rodovia supracitada, onde estão localizadas as bilheterias e bloqueios da estação, bem como a passarela que permite ao usuário dentro da área interna, pós bloqueios, chegar ao elevador e escada fixa que descem ao nível da plataforma de embarque e desembarque.
Compõem o conjunto de estrutura e mobiliário da estação: conjunto de bancos espalhados pela plataforma, quadros metálicos de informações, mapas do sistema, painéis de LED para indicação do horário e outras informações úteis, lixeiras e sistemas de sonorização.

## Acessibilidade
A estação segue as normas técnicas de acessibilidade, garantindo recursos para pessoas que possuem alguma deficiência ou estão com mobilidade reduzida por qualquer razão.
Entre os recursos ofertados na estação Alto Alegre estão: Um elevador convencional, solução de mobilidade e acessibilidade vertical mais utilizada no Metrô de Fortaleza, possibilitando a subida e descida de pessoas em cadeiras de rodas, carrinhos de bebê, idosos ou pessoas com a saúde debilitada, sendo usado para fazer o transporte entre os dois andares da estação; pisos táteis, caracterizados como percursos fixados no chão da estação, com relevo, que permitem aos deficientes visuais transitar com autonomia e segurança; mapas táteis, que trazem informações, em braile, sobre a localização dos principais pontos na estação, indicando aos deficientes visuais onde está localizado o elevador, a plataforma de embarque, a bilheteria e as escadas. Localizado na entrada da estação, o mapa tátil é uma importante ferramenta para a locomoção dos deficientes visuais, conferindo maior autonomia para estes passageiros.
Ressalta-se também, que as equipes presentes nas estações, compostas por agentes de estação e vigilantes, recebem treinamento especializado para ajudar no embarque e desembarque de passageiros com deficiência.